# Ocnogyna vaillantini
Ocnogyna vaillantini är en fjärilsart som beskrevs av George Francis Hampson 1901. Ocnogyna vaillantini ingår i släktet Ocnogyna och familjen björnspinnare. Inga underarter finns listade i Catalogue of Life.